# 月雫
『月雫』（つきしずく）は、松澤由美の4作目のミニ・アルバム。

## 概要
久保田響とコラボレートした全3曲とそれぞれの器楽曲が収録されている。M3-2022秋にて頒布。

## 収録曲
全作詞：松澤由美　作曲・編曲：久保田響
1. Fly with
2. 月雫
3. 風の時代
4. Star drops
5. Fly with～Inst～
6. 月雫～Inst～
7. Welcome to the world～Inst～
8. 風の時代～Inst～